# Глендорадо (тауншип, Миннесота)
Глендорадо (англ. Glendorado) — тауншип в округе Бентон, Миннесота, США. На 2000 год его население составило 785 человек.

## География
По данным Бюро переписи населения США площадь тауншипа составляет 94,5 км², из которых 94,4 км² занимает суша, а 0,1 км² — вода (0,14 %).

## Демография
По данным переписи населения 2000 года здесь находились 785 человек, 251 домохозяйство и 205 семей.  Плотность населения —  8,3 чел./км².  На территории тауншипа расположено 264 постройки со средней плотностью 2,8 построек на один квадратный километр.  Расовый состав населения: 97,71 % белых, 0,38 % афроамериканцев, 0,25 % коренных американцев, 0,13 % азиатов, 0,25 % — других рас США и 1,27 % приходится на две или более других рас. Испанцы или латиноамериканцы любой расы составляли 0,13 % от популяции тауншипа.
Из 251 домохозяйства в 42,2 % воспитывались дети до 18 лет, в 72,9 % проживали супружеские пары, в 4,0 % проживали незамужние женщины и в 18,3 % домохозяйств проживали немесейные люди. 15,1 % домохозяйств состояли из одного человека, при том 5,2 % из — одиноких пожилых людей старше 65 лет.  Средний размер домохозяйства — 3,13, а семьи — 3,51 человека.
29,9 % населения — младше 18 лет, 11,1 % — в возрасте от 18 до 24 лет, 29,4 % — от 25 до 44, 19,6 % — от 45 до 64, и 9,9 % — старше 65 лет.  Средний возраст — 35 лет. На каждые 100 женщин приходилось 112,7 мужчин.  На каждые 100 женщин старше 18 приходилось 105,2 мужчин.
Средний годовой доход домохозяйства составлял 49 643 доллара, а средний годовой доход семьи —  57 143 доллара. Средний доход мужчин —  31 307  долларов, в то время как у женщин — 26 250. Доход на душу населения составил 16 494 доллара.  За чертой бедности находились 4,1 % семей и 4,2 % всего населения тауншипа, из которых 3,7 % младше 18 и 9,9 % старше 65 лет.